# Иван Колофф
Ореаль Дональд Перрас (англ. Oreal Donald Perras; 25 августа 1942, Монреаль, Квебек — 18 февраля 2017, Уинтервилл, Северная Каролина) — канадский рестлер, третий в истории чемпион мира WWWF в тяжелом весе, известный под псевдонимом «Русский медведь» Иван Ко́лофф (англ. «The Russian Bear» Ivan Koloff). Член Зала славы WWE с 2025 года.

## Ранняя жизнь
Перрас родился в Оттаве, Онтарио, Канада, и вырос на молочной ферме в сельской части Онтарио вместе со своими шестью братьями и тремя сёстрами.
Впервые увидев рестлинг по телевизору в возрасте восьми лет он захотел стать рестлером и часто боролся со старшими братьями. В возрасте 18 лет он оставил старшую школу и поступил в школу борьбы Джека Уэнтуорта в Гамильтоне, Онтарио, где он занимался пауэрлифтингом и учил борцовские захваты. Его рост составлял 170 см, а вес около 122 кг. К концу своей карьеры он значительно снизил вес, до 93 кг.

## Карьера в рестлинге

### Начало карьеры (1961—1967)
Перрас дебютировал в образе ирландского злодея из Дублина по имени Рыжий Макналти, который носит повязку на глазу. В течение следующих трёх лет он выступал в районе Торонто и в конечном счете ушел с основной работы, чтобы бороться в северо-западной части Канады. Там Перрас приобрел большой опыт, после чего совершил свою первую поездку в Японию.

### Русский медведь (1967—1994)

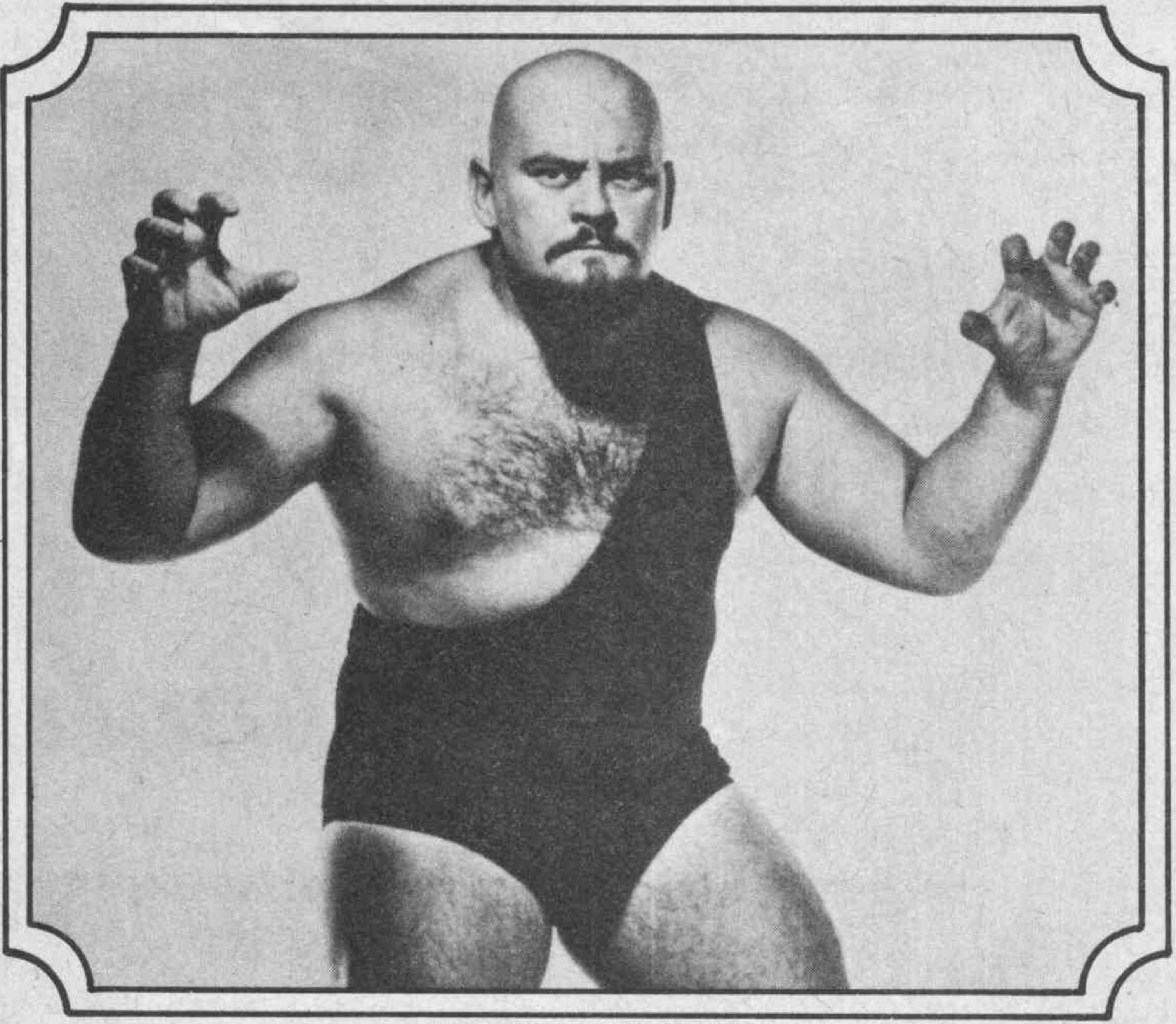
Колофф, около 1973 года

В 1967 году Перрас стал «Русским медведем» Иваном Колоффом, бородатым злодеем из Украины, и дебютировал в International Wrestling Association в Монреале, Квебек. Колофф дебютировал в World Wide Wrestling Federation в конце 1969 года, его менеджером был «Капитан» Лу Альбано. Вскоре он начал соперничество с тогдашним чемпионом мира WWWF в тяжелом весе Бруно Саммартино. 18 января 1971 года после удара коленом с канатов Колофф победил Саммартино в «Мэдисон-сквер-гардене» в матче за титул чемпиона мира WWWF в тяжелом весе, и прервал почти восьмилетнее чемпионство Саммартино. Колофф проиграл титул 21 день спустя Педро Моралесу. Колофф так и не вернул титул, покинув WWWF в 1971 году.
В 1970-х и 1980-х годах Колофф успешно выступал в National Wrestling Alliance, выиграв много региональных командных и одиночных титулов в Джорджии, Флориде и в Средне-атлантических штатах. Он основал «Русскую команду» (англ. The Russian Team) со своим сюжетным племянником Никитой Колоффом. «Русские» (в которую также вошел Крашер Крущёв) были главной злодейской командой с 1984 по 1986 год.

## Личная жизнь
Перрас написал книгу под названием «Рестлинг — фальшивка? Факты медведя» в 2007 году. Он стал христианином в 1995 году и был священником. Колофф открыто и откровенно говорил о своем обращении в христианство, борьбе с алкоголем и наркотиками, и о сумасшедших днях в рестлинге в последней книге «Жизнь в окопах».
Умер в 18 февраля 2017 года от рака печени.

## В рестлинге
- Коронные приёмы
  - Медвежьи объятия (англ. Bearhug)[12]
  - Русский болевой на шею (англ. Russian Neckbreaker) с захватом руки (англ. Arm trap neckbreaker)
  - Русский серп (англ. Russian Sickle) — Лариат в прыжке (англ. Jumping lariat)
- Любимые приёмы
  - Бекбрейкер[англ.]
  - Захват кобры (англ. Cobra clutch)
  - Ныряющий дроп коленями (англ. Diving knee drop)
  - СТО с разбега (англ. Running STO)
- Прозвища
  - «The Russian Bear»
- Менеджеры
  - Bert Prentice
  - Freddie Blassie
  - Gary Hart
  - Gene Anderson
  - Johnny Valiant
  - Karl Kovac
  - Kevin Case
  - Lou Albano[13]
  - Oliver Humperdink[14][15]
  - Paul Jones
  - The Saint
  - Tony Angelo
- Был менеджером
  - Kid Kash
  - Nikita Koloff

## Титулы и достижения
- American Championship Wrestling
  - ACW United States Championship (1 раз)[16]
- Atlantic Coast Wrestling
  - ACW Tag Team Championship (1 раз) — c Владимиром Колоффом
- Championship Wrestling from Florida
  - NWA Florida Tag Team Championship (5 раза) — с Патом Паттерсоном (1), Масой Сайто (3) и Николаем Волковым (1)
  - NWA Southern Heavyweight Championship (Флорида) (1 раз)
- Coastal Real Extreme Wrestling
  - CREW Heavyweight Championship (1 раз)
- CWF Mid-Atlantic
  - CWF Mid-Atlantic Tag Team Championship (1 раз) — c Шоном Паурсом
- Georgia Championship Wrestling
  - NWA Georgia Tag Team Championship (7 раза) — c с Оле Андерсоном (5), и Алексис Смирнофф (2)
- Great Lakes Wrestling Association
  - GLWA United States Heavyweight Championship (1 раз)
- International Wrestling Alliance
  - IWA World Tag Team Championship (1 раз) — c Морисом Вашоном
- International Wrestling Association (Montreal)
  - IWA International Heavyweight Championship (1 раз)
- Maple Leaf Wrestling
  - NWA Canadian Heavyweight Championship (Торонто) (1 раз)
- Masterz of Mayhem
  - MoM USWA North American Heavyweight Championship (1 раз)
- Mid-Atlantic Championship Wrestling/Jim Crockett Promotions
  - NWA Mid-Atlantic Heavyweight Championship (4 раза)
  - NWA Mid-Atlantic Tag Team Championship (1 раз) — c с Доном Кернодлом
  - Телевизионный чемпион NWA Mid-Atlantic (2 раза)
  - NWA Television Championship (3 раза)
  - NWA United States Tag Team Championship (2 раза) — с Крашером Хрущевым (1), Диком Мердоком (1)
  - NWA World Six-Man Tag Team Championship (2 раза) — c с Никитой Колоффом и Крашером Хрущевым (1), Варваром и Варлордом (1)
  - NWA World Tag Team Championship (Mid Atlantic version) (5 раза) — c Никитой Колоффом (1), Никитой Колоффом и Крашером Хрущевым (1), Рэем Стивенсом (1), Доном Кернодлом (1) и Мэнни Фернандесом (1).
- Mid-Atlantic Wrestling Alliance
  - MAWA Heavyweight Championship (1 раз)
- NWA Charlotte
  - NWA Charlotte Legends Championship (1 раз)
- Зал славы и музей рестлинга
  - С 2011 года[17]
- Southern Championship Wrestling
  - SCW Hall of Fame (1999)[18]
- Virginia Wrestling Association
  - VWA Heavyweight Championship (1 раз)
- Western Ohio Wrestling
  - WOW International Heavyweight Championship (1 раз)
- World Wide Wrestling Federation
  - Чемпион мира WWWF в тяжелом весе (1 раз)
  - Зал славы WWE (2025)
- World Wrestling Association
  - WWA World Heavyweight Championship (1 раз)
- World Wrestling Council
  - WWC Puerto Rico Heavyweight Championship (1 раз)
- Wrestling Observer Newsletter
  - Зал славы Wrestling Observer Newsletter (2015)[19]